# Proxima Centauri b
Proxima Centauri b (també anomenat Pròxima b) és un exoplaneta que orbita dins de la zona habitable de l'estel nan vermell Pròxima Centauri, l'estel més proper al Sol. Està localitzat aproximadament a 4,2 anys llum (1,3 parsecs o 3,97 × 1013 km) de la Terra en la constel·lació de Centaure. És l'exoplaneta més proper al sistema solar i el planeta potencialment habitable més proper que es coneix.
L'exoplaneta va ser trobat utilitzant el mètode de velocitat radial, observant els moviments periòdics de línies espectrals Doppler de l'estel amfitrió, Pròxima Centauri. Aquestes mesures es van fer fent ús de dos espectrògrafs, l'HARPS en l'observatori de La Silla i el VLT de 8 metres.

## Característiques

### Massa, radi i temperatura
Pròxima b és un planeta tel·lúric, amb una massa i radi estimats semblants als de la Terra. Té una temperatura d'equilibri de 234 K (−39 °C). Té una massa mínima d'1,27 M⊕ i un radi d'1,1 R⊕.

### Estel amfitrió
El planeta orbita un estel del tipus (M) nan roig anomenat Pròxima Centauri. L'estel té una massa de 0,12 M☉ i un radi de 0,14 R☉. Té una temperatura de superfície de 3042 K i una edat de 4.860 milions d'anys. En comparació, el Sol té 4.600 milions d'anys i té una temperatura de superfície de 5.778 K. L'estel té una lluminositat de 0,155% de la del Sol.
La magnitud aparent de l'estel és d'11,13. Tot i que és l'estel més proper al Sol, a causa de la seva lluminositat, no és visible a simple vista (i fins i tot invisible amb prismàtics petits) de la Terra estant.

### Òrbita
Pròxima b orbita el seu estel amfitrió cada 11,186 dies a una distància aproximada de 0,05 ua (comparat a la distància orbital del planeta Mercuri, que és 0,38 ua).

## Habitabilitat
L'exoplaneta va ser anunciat que orbita dins de la zona d'habitabilitat de Pròxima Centauri, la regió que amb les condicions correctes i propietats atmosfèriques, pot tenir aigua líquida a la superfície del planeta. El seu estel amfitrió és un nan vermell, amb al voltant d'una desena part de la massa del Sol. Estels com Pròxima Centauri poden tenir la capacitat de viure fins a 3–4 bilions d'anys, 300–400 vegades més del que el Sol viurà, de manera que també ha tingut i té més possibilitats que s'hi hagi desenvolupat la vida.
El planeta està probablement ancorat per marea, amb un costat del seu hemisferi permanentment mirant cap a l'estel, mentre que el costat oposat es troba en la foscor eterna. Tot i això, entre aquestes dues àrees extremes, podria existir una petita zona d'habitabilitat anomenada línia del terminador, on les temperatures poden ser adequades (aproximadament 273 K, 0 °C) perquè pugui existir-hi l'aigua líquida. A més, una porció més gran del planeta pot ser habitable si té una atmosfera prou gruixuda per a transferir la calor al voltant del planeta.

## Descobriment
El descobriment del planeta va ser fet per un equip dirigit per l'astrofísic català Guillem Anglada Escudé de la Universitat Queen Mary de Londres amb la col·laboració de l'Institut d'Astrofísica d'Andalusia. Es va publicar a la revista Nature el 24 d'agost de 2016.